# 이수완
이수완(본명: 이중성 ~ )은 대한민국의 연기자, 쇼핑호스트이다.
베트남 다낭에서 커피맛집으로 유명한 카페를 운영중이다.

## 경력
《신비한TV 서프라이즈》를 제작하는 프로덕션과 인연이 닿아 본격적으로 연기를 시작하게 되었다. 이중성은 MC와 트로트가수로도 활동하고 있다. 이중성은 생활건강TV의 《메디컬투데이》, TCN 《파워M》 등의 프로그램 MC를 맡기도 했으며, 2009년 4월 16일 발매한 "렛어스 스타 (Let Us Star) 프로젝트 #4"를 통해 가수로 데뷔했다.
최근에 원래 이름 이중성에서 이수완으로 개명했다. 이후 2016년 12월부터 공영홈쇼핑 쇼호스트로 활동하게 되었다.

## 출연
- 스노우드롭 시즌2
- 스누우드롭
- 록 뮤지컬 스노우 드롭
- 옥수동에 서면 압구정동이 보인다
- 밴디트
- 배드보이즈
- 방황하는 별들
- 브로드웨이 42번가
- 올 댓 재즈
- 영화 고양이 소녀

## 드라마
- 2003년 MBC 법정드라마 《실화극장 죄와 벌》
- 2003년 MBC 청춘시트콤 《논스톱 4》 (단역)
- 2004년 KBS 월화드라마 《구미호 외전》 (단역)
- 2004년 SBS 주말드라마 《마지막 춤은 나와 함께》 ... 신혼부부 남편 역
- 2005년 MBC 《현장기록 형사》
- 2006년 KBS 아침드라마 《그 여자의 선택》 ... 동호 역
- 2007년 SBS 주말특별기획 《칼잡이 오수정》 ... 기자 역
- 2008년 KBS 월화드라마 《최강칠우》 ... 대방이 역
- 2008년 SBS 수목드라마 《온에어》 ... 포스터 촬영 감독 역
- 2012년 tvN 월화드라마 《꽃미남 라면가게》
- 2018년 채널A 《천일야史》

## 예능
- 생활건강TV 메디컬투데이 MC
- 파워M 서바이벌 케이블방송 MC
- TvN 창업서바이벌 부자의 탄생
- MBC 신비한TV 서프라이즈
- SBS 솔로몬의 선택
- TvN 퍼펙트 싱어 VS
- MBCevery1 비디오스타 23회

## 음반
- 렛어스 스타 (Let Us Star) 프로젝트 #4
- 나쁜남자 / 처음처럼
- On The Floor
- 엄마가 집에오래
- Dancing King